# Hansjörg Kunze
Pour les articles homonymes, voir Kunze.
Hansjörg Kunze, né le 28 décembre 1959, est un athlète est-allemand, médaillé olympique en 1988. 
Son plus grand succès a été sa médaille de bronze sur 5 000 m aux Jeux olympiques d'été de 1988 à Séoul.
Il signa une spectaculaire victoire le 9 septembre 1981 à Rieti lorsqu'il établit en 13 min 10 s 40 un nouveau record d'Europe sur 5 000 m en battant le dominateur de la distance Henry Rono, se démarquant à la même occasion de son rival national Werner Schildhauer.
Il détient toujours la meilleure performance européenne sur 3 000 m chez les moins de 16 ans (8 min 13 s 4 en 1975) et chez les moins de 17 ans (7 min 56 s 4 en 1976). 

## Palmarès

### Jeux olympiques d'été
- 1980 à Moscou ( Union soviétique)
  - éliminé en demi-finale sur 5 000 m
- 1984 à Los Angeles ( États-Unis)
  - absent pour cause de boycott des pays de l'Est
- 1988 à Séoul ( Corée du Sud)
  -  Médaille de bronze sur 5 000 m
  - 6e sur 10 000 m

### Championnats du monde d'athlétisme
- 1983 à Helsinki ( Finlande)
  -  Médaille de bronze sur 10 000 m
- 1987 à Rome ( Italie)
  -  Médaille de bronze sur 10 000 m

### Championnats d'Europe Junior d'athlétisme
- Championnats d'Europe junior d'athlétisme de 1977 à Donetsk ( Union soviétique)
  -  Médaille de bronze sur 3 000 m